# Кейо (артистка)
Кристина Петрушина, более известная как Кейо, родилась 27 февраля 1997 года в Омске, Россия, — шведская комедиантка и ведущая. Она участвовала в нескольких медиа-продукция, а также в программных гала-концертах и поиске талантов.

## Детство
Петрушина родилась в Омске. В возрасте восьми лет она переехала в Швецию со своей матерью. Впервые она прославилась благодаря своим юмористическим видеоблогам на YouTube.